# Derksen on the Road
Derksen on the Road was een praatprogramma van RTL 7 waarin Johan Derksen op zoek is gegaan naar de pioniers van de nederpop, zijn muzikale helden.
Vanwege de enigszins geringe kijkcijfers (rond de 120.000 kijkers), besloot men geen tweede serie te maken. Derksen had echter al afleveringen in de planning met onder meer Kaz Lux, de Bintangs met Frank Kraaijeveld en Jacques Kloes van de Dizzy Man's Band. In theaterseizoen 2015/2016 zijn Derksen en zijn pioniers wel terug te zien op het podium, evenals in seizoen 2016/2017. Op donderdag 28 december 2017 sluit de theatertour in Ahoy'.

## Afleveringen
- 14 april 2014: Specs Hildebrand
- 21 april 2014: Rudy Bennett
- 28 april 2014: Jan de Hont
- 5 mei 2014: Theo van Es
- 12 mei 2014: Dick van Altena
- 19 mei 2014: Johnny Kendall
- 26 mei 2014: Les Baroques en The Buffoons
- 2 juni 2014: Erwin Java

## Boek/dvd
- Johan Derksen presenteert - Pioniers van de Nederpop, 2014.